# Scaptodrosophila hirsuata
Scaptodrosophila hirsuata är en tvåvingeart som beskrevs av Singh och Dash 1998. Scaptodrosophila hirsuata ingår i släktet Scaptodrosophila och familjen daggflugor. Inga underarter finns listade i Catalogue of Life.